# جورج گرووس (بوکسور)
جورج گرووس (انگلیسی: George Groves؛ زادهٔ ۲۶ مارس ۱۹۸۸) بوکسور اهل بریتانیا است.